# Vinta

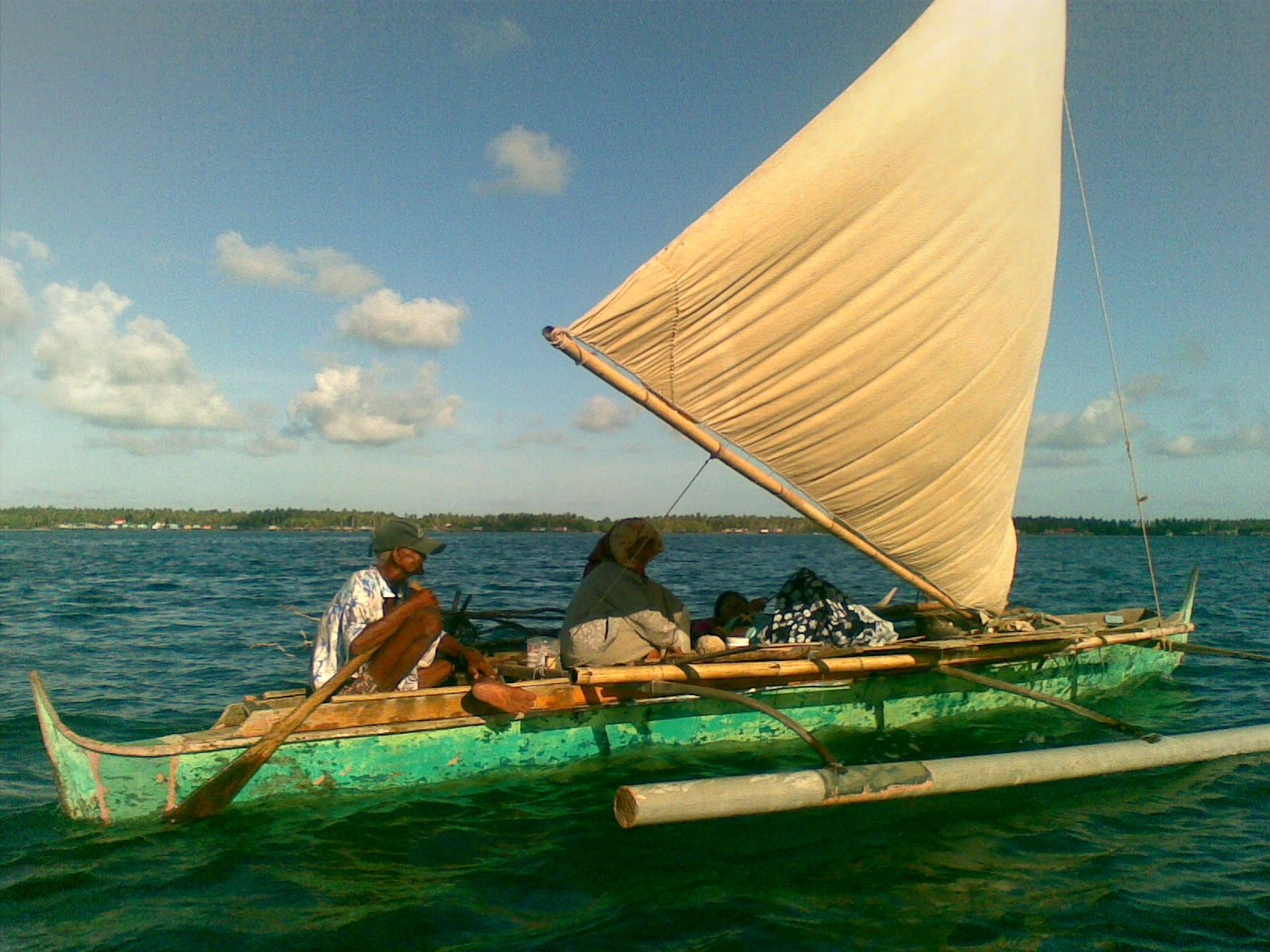
Une vinta Sama-Bajau.

Vinta (aussi appelé lipa, lepa, lepa-lepa ou sakayan) est type un voilier traditionnel de l'ile de Mindanao aux Philippines à voile austronésienne rectangulaire. 

## Descriptif

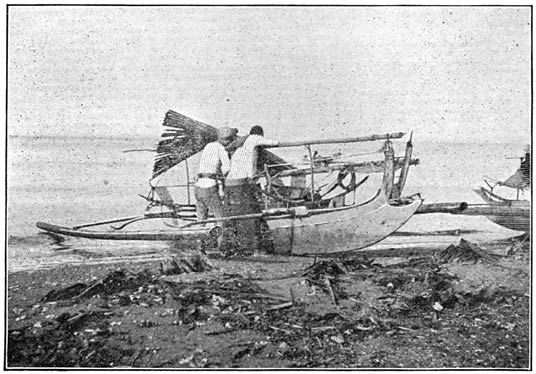
Une vinta Moro de la Philippines (1905)

Les bateaux sont construits par les Sama-Bajau et les Moros vivant dans l'Archipel de Sulu, (péninsule de Zamboanga et le sud de Mindanao). Ces bateaux sont utilisés pour le transport inter insulaire de personnes et de marchandises. 
"Vinta" est aussi le nom d'une danse Moro, qui commémore la migration des Philippins dans l'archipel, ou les danseurs imitent les mouvements de la vinta.